# Unchained
 (octobre 2017).
Si vous disposez d'ouvrages ou d'articles de référence ou si vous connaissez des sites web de qualité traitant du thème abordé ici, merci de compléter l'article en donnant les références utiles à sa vérifiabilité et en les liant à la section « Notes et références ».
Albums de Johnny Cash
Highwaymen: The Road Goes on Forever
(1995) VH1 Storytellers: Johnny Cash and Willie Nelson
(1998)
American Recordings series
American Recordings
(1994) American III: Solitary Man
(2000)
Unchained (aussi connu sous le nom American II: Unchained) est le deuxième album, sorti en 1996, dans la série American Recordings composée de six opus, du chanteur country Johnny Cash.

## Présentation
Comme tous les albums issus des sessions American Recordings de Johnny Cash, Unchained est produit par Rick Rubin. Il contient davantage de reprises et moins de titres inédits que le premier album de la série.
Ainsi, en plus des trois compositions originales de Cash, Unchained contient des chansons de Tom Petty (Southern Accents), de Soundgarden (Rusty Cage), de Beck (Rowboat), de Jude Johnstone (en) (Unchained) ou, encore, de Josh Haden (Spiritual). L'album inclut également une version de la chanson classique de Hank Snow, I've Been Everywhere, écrite par Geoff Mack (en), en 1962 et Cash reprend aussi deux de ses chansons enregistrées au début de sa carrière pour Sun Records, Country Boy et Mean Eyed Cat.
L'album bénéficie, par ailleurs, d'une collaboration de Flea, le bassiste des Red Hot Chili Peppers (sur Spiritual) et, également, de Lindsey Buckingham et Mick Fleetwood, des Fleetwood Mac (sur Sea of Heartbreak).
En comparaison avec le son country folk de Cash sur les autres albums de la série American Recordings, celui-ci dispose d'un son plus d'un dur et Country rock.
Sur cet album, Johnny Cash est accompagné par Tom Petty and the Heartbreakers.
L'album est enregistré sur six mois, avec l'ingénieur Sylvia Massy (en), aux Studios Sound City, Ocean Way Studios et dans le home studio de Rick Rubin.
Bien que pratiquement ignoré par la radio country et l'establishment de Nashville, Unchained remporte un grand succès. Il est couronné du Grammy Award du « meilleur album country » (Best Country Album) et Cash est nommé pour la « meilleure performance vocale "Country" masculine » pour sa version de Rusty Cage.

## Liste des titres
| 1.    | Rowboat                                | Beck                                                          | Stereopathetic Soulmanure, 1994                  | 3:44 |
| 2.    | Sea of Heartbreak                      | Hal David, Paul Hampton                                       | Single de Don Gibson, 1961                       | 2:43 |
| 3.    | Rusty Cage                             | Chris Cornell                                                 | Badmotorfinger, album des Soundgarden, 1991      | 2:50 |
| 4.    | The One Rose (That's Left in My Heart) | Del Lyon, Lani McIntire                                       | chanson de Jimmie Rodgers, juillet 1930          | 2:26 |
| 5.    | Country Boy                            | Johnny Cash                                                   | With His Hot and Blue Guitar, 1957               | 2:31 |
| 6.    | Memories Are Made of This              | Richard Dehr, Terry Gilkyson, Frank Miller                    | Single de Dean Martin and the Easy Riders, 1956  | 2:19 |
| 7.    | Spiritual                              | Josh Haden                                                    | The Blue Moods of Spain, album de Spain, 1995    | 5:07 |
| 8.    | The Kneeling Drunkard's Plea           | Maybelle Carter, Anita Carter, Helen Carter, June Carter Cash | Satan is Real, album des Louvin Brothers, 1960   | 2:33 |
| 9.    | Southern Accents                       | Tom Petty                                                     | Southern Accents, 1985                           | 4:41 |
| 10.   | Mean Eyed Cat                          | Johnny Cash                                                   | Sings Hank Williams, 1960                        | 2:34 |
| 11.   | Meet Me in Heaven                      | Johnny Cash                                                   |                                                  | 3:21 |
| 12.   | I Never Picked Cotton                  | Bobby George, Charles Williams                                | I Never Picked Cotton, album de Roy Clark, 1970  | 2:39 |
| 13.   | Unchained                              | Jude Johnstone                                                | Coming of Age, 2002                              | 2:52 |
| 14.   | I've Been Everywhere                   | Geoff Mack                                                    | Single de Lucky Starr (1959) et Hank Snow (1962) | 3:18 |
| 43:38 |                                        |                                                               |                                                  |      |

## Crédits
| - Johnny Cash : guitare acoustique, chant - Tom Petty : chant, guitare acoustique, guitare électrique, basse, claviers (Chamberlin) - Marty Stuart : guitare acoustique, guitare électrique, basse - Mike Campbell : guitare électrique, guitare acoustique, basse, mandoline, Dobro - Howie Epstein : basse, guitare acoustique - Steve Ferrone, Curt Bisquera : batterie, percussions - Benmont Tench : orgue, piano, orgue (Vox Continental), harmonium, claviers (Chamberlin) - Rick DePiro : orgue, piano Musiciens additionnels - Flea : basse - Lindsey Buckingham : guitare - Juliet Prater, Mick Fleetwood : percussions | - Production : Rick Rubin - Ingénierie, mixage : Sylvia Massy - Ingénierie (additionnel) : David Ferguson - Ingénierie (assistants) : Eddie Miller, Greg Fidelman, John Ewing Jr., Michael Stock - Mastering : Eddy Schreyer, Gene Grimaldi - Direction artistique : Christine Cano, Martyn Atkins - Design : Christine Cano - Photographie : Andrew Earl, Christine Cano, Martyn Atkins - Livret d'album : Johnny Cash |

### cd • 14 titres • 43:39 min
- 1Rowboat[reprise de Beck]
- 2Sea of Heartbreak[reprise de Don Gibson]
- 3Rusty Cage[reprise de Soundgarden]
- 4The One Rose (That's Left in My Heart)[reprise de Jimmie Rodgers]
- 5Country Boy
- 6Memories Are Made of This[reprise de Dean Martin]
- 7Spiritual[reprise de Spain]
- 8The Kneeling Drunkard's Plea[reprise des Carter Sisters]
- 9Southern Accents[reprise de Tom Petty and the Heartbreakers]
- 10Mean Eyed Cat
- 11Meet Me in Heaven
- 12I Never Picked Cotton[reprise de Roy Clark]
- 13Unchained
- 14I've Been Everywhere[reprise de Lucky Starr]
- SOURCE : https://www.gutsofdarkness.com/god/objet.php?objet=8437

### line up
Johnny Cash (voix, guitare acoustique), Steve Ferrone(batterie, percussions), Tom Petty (voix, guitares électrique et acoustique, basse, Chamberlin), Mike Campbell (guitares électrique et acoustique, basse, mandoline, dobro), Benmont Tench (piano, B3, Vox Continental, harmonium, Chamberlin), Howie Epstein (basse, guitare acoustique), , Marty Stuart (guitares électrique et acoustique, basse)
Musiciens additionnels : Flea (basse 7), Rick DePiro (piano, orgue 8, 13), Curt Bisquera (batterie et percussions 7,8), Lindsay Buckingham (guitare acoustique 2), Mick Fleetwood (percussion 2), Juliet Prater (percussions 3)